# Паоли (Оклахома)
Паоли (енгл. Paoli) град је у америчкој савезној држави Оклахома.

## Демографија
По попису из 2010. године број становника је 610, што је 39 (-6,0%) становника мање него 2000. године.
| Група             | 2000.       | 2010.       |
| Белци             | 559 (86,1%) | 475 (77,9%) |
| Афроамериканци    | 0 (0,0%)    | 6 (1,0%)    |
| Азијати           | 0 (0,0%)    | 1 (0,2%)    |
| Хиспаноамериканци | 17 (2,6%)   | 41 (6,7%)   |
| Укупно            | 649         | 610         |